# Andrzej Wyrzykowski
Andrzej Wyrzykowski (ur. 24 listopada 1879 w Sandomierzu, zm. 4 listopada 1955 tamże), polski duchowny katolicki, bibliotekarz.
Był synem Michała i Agnieszki ze Żmudów. Ukończył studia teologiczne na Akademii Duchownej w Petersburgu (1907). Po przyjęciu święceń kapłańskich był wikariuszem w Borkowicach (powiat Końskie), profesorem seminarium w Sandomierzu, od 1917 kanonikiem kapituły sandomierskiej. Ogłosił kilka prac o tematyce historycznej.
Jeszcze jako kleryk pomagał ks. Antoniemu Rewerze w katalogowaniu i prowadzeniu biblioteki Seminarium Duchownego w Sandomierzu. W 1908 przejął opiekę nad biblioteką i prowadził ją do końca życia, z przerwami jedynie w okresie działań wojennych. W chwili śmierci Wyrzykowskiego katalog biblioteki seminaryjnej liczył przeszło 45 tysięcy pozycji. Duchowny zarządzał również i skatalogował bibliotekę Kapituły Katedralnej w Sandomierzu. Od 1937 pełnił funkcję prezesa Towarzystwa Biblioteki Publicznej w Sandomierzu. Był jednym z inicjatorów powstanie w 1921 Muzeum Ziemi Sandomierskiej